# Halkieriidae
Halkieriidae – rodzina kambryjskich zwierząt być może spokrewnionych z mięczakami.
Poza Halkieria evangelista może obejmować Ocruranus i Eohalobia.